# La consagración de la primavera
La consagración de la primavera és una pel·lícula dramàtica espanyola de 2022 amb elements de comèdia negra dirigida per Fernando Franco i protagonitzada per Valèria Sorolla, Telmo Irureta i Emma Suárez.

## Sinopsi
Aprofundint en el tema de la repressió sexual la trama segueix a Laura, una jove d'origen conservador que es trasllada a un col·legi major de Madrid per estudiar una carrera. Coneix a David, un jove amb paràlisi cerebral que viu amb la seva mare Isabel. Laura estableix una relació amistosa amb Isabel i David i accepta masturbar David a casa seva a canvi de diners.

## Repartiment
| Intèrpret       | Personatge |
| --------------- | ---------- |
| Telmo Irureta   | David      |
| Valèria Sorolla | Laura      |
| Emma Suárez     | Isabel     |

## Producció
El guió va ser escrit per Franco al costat de Begoña Arostegui. La consagración de la primavera ha estat produïda per Lazona, Kowalski Films, Ferdydurke Films i Blizzard Films, amb la participació de RTVE, Canal Sur, EiTB, Movistar Plus+ i Cosmopolitan, col·laboració de la Comunitat de Madrid, finançament de l'ICAA i suport de l'Agencia Andaluza de Instituciones Culturales. Els llocs de rodatge van incloure Granada i Madrid.

## Estrena
Seleccionada per a la secció oficial del 70 Festival Internacional de Cinema de Sant Sebastià la pel·lícula es va presentar el 21 de setembre de 2022. Era programada per estrenar-se en cinemes el 30 de setembre de 2022.

## Recepción
Carlos Loureda de Fotogramas va considerar que Franco se supera a si mateix en la seva "la seva pel·lícula més amable i oberta" en el que fins ara semblava imbatible: la direcció d'actrius.
Jonathan Holland de ScreenDaily va considerar que la pel·lícula era "atrevida", "indubtablement elaborada amb cura" i "l'obra més accessible de Franco fins avui", al mateix temps que va assenyalar la falta de "poder imaginatiu" del guió, estant "molt més interessat a presentar interaccions en detalls exquisits que a donar cos als personatges involucrats".
Javier Ocaña de Cinemanía va puntuar la pel·lícula amb 4 de 5 estrelles tenint en compte que els nouvinguts Sorolla i Irureta aconsegueixen emocionar els espectadors amb les seves actuacions franques.